# Liste der Kulturgüter in Sutz-Lattrigen
Die Liste der Kulturgüter in Sutz-Lattrigen enthält alle Objekte in der Gemeinde Sutz-Lattrigen im Kanton Bern, die gemäss der Haager Konvention zum Schutz von Kulturgut bei bewaffneten Konflikten, dem Bundesgesetz vom 20. Juni 2014 über den Schutz der Kulturgüter bei bewaffneten Konflikten sowie der Verordnung vom 29. Oktober 2014 über den Schutz der Kulturgüter bei bewaffneten Konflikten unter Schutz stehen.
Objekte der Kategorie A und B sind vollständig in der Liste enthalten, Objekte der Kategorie C fehlen zurzeit (Stand: 18. April 2024). Unter übrige Baudenkmäler sind geschützte Objekte zu finden, die im Bauinventar des Kantons Bern als «schützenswert» verzeichnet sind.

## Kulturgüter
| Foto | | Objekt | Kat. | Typ | Standort                       | Beschreibung |
| ---- | --- | --- | ---- | --- | ------------------------------ | --- |
| ja   | Datei hochladen · Wikidata zu Von Rütte-Gut (Q19362716) | Von Rütte-Gut KGS-Nr.: 09127 | A    | G   | Seestrasse 6 582946 / 216877   | Dieses repräsentative Herrenhaus entstand aus einem Gutshof des 17. Jahrhunderts heraus, wobei die prägende Neukonzeption aus dem Jahr 1871 stammt. In der Art eines barocken Landsitzes mit Türmchen und Ökonomieteil ausgebauter Gebäudekomplex unter lebhafter Dachlandschaft. Der Wohn- und Ökonomietrakt sind unter einem Walmdach zusammengefasst. Ein englischer Landschaftsgarten umgibt die Anlage. |
| ja   | Datei hochladen · Wikidata zu Sutz-Lattrigen–Rütte (Q3505818) | Rütte (CH-BE-06), Fundstelle der UNESCO Welterbestätte "Prähistorische Pfahlbauten um die Alpen" KGS-Nr.: 09579                                                  | A    | F   | Solermattweg 582800 / 217001   | Diese Fundstelle am Ufer des Bielersees ist Teil des UNESCO-Welterbes «Prähistorische Pfahlbauten um die Alpen» und enthält die Überreste eines prähistorischen Pfahlbaudorfes aus der Zeit um 3000 bis 2500 v. Chr. Die intakten archäologischen Fundschichten sind unschätzbar für die Erforschung der im Endneolithikum stattfindenden kulturgeschichtlichen Prozesse sowie die Entwicklung der schnurkeramisch beeinflussten Auvernier-Cordé-Kultur. Seit 2020 werden die verbleibenden archäologischen Schichten, welche seit der Juragewässerkorrektion durch Erosion des Seegrunds und des Ufers gefährdet waren, mit einem Wellenbrecher und einer Steinschüttung geschützt. |
| BW   | Datei hochladen · Wikidata zu Hauptstation VII / Kleine Station VII / Buchtstation / Neue Station / Ried Station VI / Solermatt, neolithische-bronzezeitliche Seeufersiedlungen (Q110302693) | Hauptstation VII / Kleine Station VII / Buchtstation / Neue Station / Ried Station VI / Solermatt, neolithische-bronzezeitliche Seeufersiedlungen KGS-Nr.: 16864 | A    | F   | 583001 / 217200                | |
| ja   | Datei hochladen · Wikidata zu Reformierte Kirche mit Pfarrhaus (Q29675394) | Reformierte Kirche mit Pfarrhaus KGS-Nr.: 01252 | B    | G   | Kirchrain 2, 4 583163 / 217028 | Bis ins 13. Jahrhundert zurückreichendes Kirchengebäude mit mittig gesetztem Turm von 1485 und polygonalem Chor von 1510. Daneben steht das von 1590 bis 1593 erbaute und 1765/66 barock umgestaltete Pfarrhaus, ein stattlicher und massig wirkender Baukörper unter vereinheitlichendem Knickwalmdach. |

## Übrige Baudenkmäler
Hinweis: Anstelle der KGS-Nummer wird als Objekt-Identifikator (ID) die Grundstücksnummer verwendet.
| ID  | Foto |                                                                              | Objekt                                                      | Typ | Standort                        | Beschreibung |
| --- | ---- | ---------------------------------------------------------------------------- | ----------------------------------------------------------- | --- | ------------------------------- | ------------ |
| 67  | BW   | Datei hochladen                                                              | Frienisbergländte (um 1650)                                 | K   | Seerain N.N.1 582295 / 216084   |              |
| 108 | BW   | Datei hochladen · Wikidata zu Pfarrhaus zur reformierten Kirche (Q116925298) | Pfarrhaus (1590/93)                                         | G   | Kirchrain 4 583213 / 217010     |              |
| 108 | ja   | Datei hochladen                                                              | Pfrundscheune (1616)                                        | G   | Kirchrain 4a 583188 / 217002    |              |
| 128 | ja   | Datei hochladen                                                              | Ziegelhütte (1582–1584)                                     | G   | Seerain 2 582462 / 216168       |              |
| 250 | ja   | Datei hochladen                                                              | Ofenhaus-Stöckli (1819)                                     | G   | Mörigenweg 4 582715 / 215856    |              |
| 323 | ja   | Datei hochladen                                                              | Wohnstock (1. Hälfte 18. Jh.)                               | G   | Seestrasse 45 582563 / 216110   |              |
| 434 | ja   | Datei hochladen                                                              | Bauernhaus (1900)                                           | G   | Seestrasse 36 582515 / 216066   |              |
| 440 | BW   | Datei hochladen                                                              | Sogenanntes "Schlössli", Herrenhaus (1871)                  | G   | Seestrasse 6l 582953 / 216876   |              |
| 440 | ja   | Datei hochladen                                                              | Ehemaliges Wasch- und Holzhaus (1871)                       | G   | Seestrasse 6b 582952 / 216897   |              |
| 440 | ja   | Datei hochladen                                                              | Ehemaliges Gärtner- und Kutscherhaus mit Pferdestall (1875) | G   | Seestrasse 6d 582920 / 216948   |              |
| 553 | ja   | Datei hochladen                                                              | Brücke im Park des von Rütte-Guts (um 1875)                 | G   | Seestrasse N.N. 582916 / 216916 |              |
| 553 | ja   | Datei hochladen                                                              | Chinesischer Pavillon (1870/71)                             | G   | Seestrasse 6g 582839 / 216845   |              |
| 871 | ja   | Datei hochladen                                                              | Wohnstock (1563)                                            | G   | Seestrasse 34 582531 / 216102   |              |